# Arignota
Arignota é um gênero de traça pertencente à família Agonoxenidae.